# АЕС Гантерстон А
Атомна електростанція Гантерстон А — виведена з експлуатації атомна електростанція типу Magnox, розташована в Гантерстоні в графстві Ершир, Шотландія, поруч з Гантерстон Б. Процесом виведення з експлуатації, керувала дочірня компанія Magnox Ltd Управління з виведення з експлуатації ядерних реакторів (NDA).

## Історія
Будівництво електростанції, яке велося консорціумом GEC і Саймона Карвза, розпочалося в 1957 році, а об'єкт був відкритий королевою Єлизаветою, королевою-матір'ю 22 вересня 1964 року  Гантерстон A мав два реактори Magnox, які здатні генерувати 180 MWe кожен. Реактори були поставлені компанією GEC, а турбіни — CA Parsons & Company. Головним будівельним підрядником виступила компанія Mowlem.
Реактори Magnox використовували паливо з природного урану (у «банках» зі сплаву магнокс) у графітовому ядрі та охолоджувалися вуглекислим газом. Кожен реактор, який складався з понад 3000 паливних каналів, був укладений у сталевий резервуар під тиском. Навколо кожного реактора було розташовано вісім котлів, відомих як парогенераторні установки. Зовнішня будівля, переважно зі скла, забезпечувала захист від погодних умов. Шість 60 МВт'х генератора були розташовані в сусідньому турбінному залі.
Конструкція реактора Гантерстон A була унікальною тим, що кожен був піднятий на висоту понад 10 м (33 фути), щоб можна було заправлятися знизу. Це означало, що сила тяжіння сприяла процесу видалення використаного палива та уникала необхідності встановлювати підйомні механізми в активну активну зону для дозаправки під навантаженням.
У наступні роки експлуатації, потужність реакторів була знижена до 150 MWe кожен. Це мало сповільнити корозію сталевих компонентів, яка при початкових вищих температурах, могла поставити під загрозу термін служби реактора.
Будівництво ГЕС-ГАЕС Круачан, гідроакумулюючої греблі та електростанції, було пов’язане з будівництвом Гантерстон A для зберігання надлишкової електроенергії, виробленої вночі. 

### Зупинка та виведення з експлуатації
Гантерстон A закрився в 1990 році, а реактор 2 був закритий 31 грудня 1989 року, а реактор 1 — 31 березня 1990 року, безпосередньо перед поділом SSEB на Scottish Power і Scottish Nuclear. Процесом виведення з експлуатації, що триває, керує дочірня компанія NDA Magnox Ltd.
Вивантаження палива, демонтаж більшості будівель і етап догляду та технічного обслуговування заплановано до 2072 року. Демонтаж корпусів реакторів і остаточне розчищення майданчика заплановано на 2072-2080 рр.

## Право власності
Від будівництва до закриття в березні 1990 року електростанція належала й управлялася Радою електроенергетики Південної Шотландії. У рамках приватизації шотландських електрогенераторів Гантерстон A разом із сусіднім Гантерстон B було передано новій державній компанії Scottish Nuclear. 
У 1996 році, після приватизації атомної промисловості Великобританії, ділянку було передано, цього разу самостійно, державній компанії Magnox Electric. У квітні 2005 року NDA перейшло у власність і передало сайт своїй компанії Magnox North Ltd, яка пізніше стала Magnox Ltd.